# 加里 (印第安纳州)
加里是位于美国印第安纳州西北部莱克县密歇根湖畔的一座城市，人口約七萬。蓋瑞市1980年代因麥可·傑克森及其家族成員而出名，很多人慕名前來該市遊覽傑克森家族的家鄉，為當地旅遊業創收，該市政府網站專門建立頁面來紀念麥克傑克森及其家人。雖然如此，作為一座前工業城市，伴隨著鋼鐵工業的衰退，該市的人口自20世紀中期開始就在持續減少。

## 歷史
加里是圍繞1906年美國鋼鐵公司建立的加里工廠（Gary Works）興建起來的，其名來自美國鋼鐵公司創始人艾伯特·亨利·加里。1919年發生的席捲全國的鋼鐵工人罷工在10月4日波及加里，倫納德·伍德將軍不得不調集軍隊來維穩。
1960年代隨著鋼鐵工業的衰退，該城市的人口也不斷減少。1970年加里工廠僱員尚有三萬多人，到1990年已降至六千，2015年8月只有約5,100名工人在此工作。市政府試圖轉型，但以失敗告終。
21世紀初的十幾年中，因為缺乏資金和生源，大批學校也隨之倒閉。

## 人口
| 调查年     | 人口    | 备注   | %±     |
| ---------- | ------- | ------ | ------ |
| 1910       | 16,802  |        | —      |
| 1920       | 55,378  |        | 229.6% |
| 1930       | 100,666 |        | 81.8%  |
| 1940       | 111,719 |        | 11.0%  |
| 1950       | 133,911 |        | 19.9%  |
| 1960       | 178,320 |        | 33.2%  |
| 1970       | 175,415 |        | −1.6%  |
| 1980       | 151,968 |        | −13.4% |
| 1990       | 116,646 |        | −23.2% |
| 2000       | 102,746 |        | −11.9% |
| 2010       | 80,294  |        | −21.9% |
| 2017年估计 | 76,008  | [ 12 ] | −5.3%  |
| 參考文獻   |         |        |        |

根据美国人口调查局2000年统计，共有人口102,746，其中非裔美国人占84.03%、白人占11.92%。2010年人口普查時降至80,294。

## 教育
印第安纳艾维社区技术学院和印第安納大學西北分校位於此地。

## 名人
- 麥可·傑克森：男歌手、作曲家、舞蹈家、唱片制作人、慈善家
- 珍娜·傑克森：女歌手、作曲家、舞蹈家、唱片制作人
- 弗兰克·博尔曼：宇航员
- 保羅·薩繆爾森：经济学家，1970年诺贝尔经济学奖获得者
- 约瑟夫·斯蒂格利茨：经济学家，2001年诺贝尔经济学奖获得者

## 外部連接
- 官方网站